# 袁樞 (明朝)
袁樞（？—17世紀），字伯應，歸德府睢州人，明朝、南明政治人物。

## 生平
袁樞是兵部尚書袁可立的兒子，博學好古，畫作有名氣，曾擔任詹事府錄事、太僕寺丞、戶部郎中，在籍供養父母；崇禎八年（1635年）流寇侵犯睢州，他耗盡家財招募鄉兵保衛城池。弘光帝即位，起用他為睢陳歸參政，流寇來到時堅守城池；不久改任曹州副使，卻被劉澤清彈劾，未遭查究。之後他跟隨越其軍隊，調任大梁參政，督餉直浙、閩、廣，到杭州後因清兵迫近未赴任；隆武年間起用為戶部郎中，後事不詳，兒子融縣知縣袁賦誠則投降清朝。

## 引用
1. 1 2  錢海岳《南明史·卷四十四·列傳第二十》：樞，字伯應，睢州人。尚書可立子。任詹事錄事。歷太僕丞、戶部郎中。終養在籍。崇禎八年，流寇犯境，破家大募鄉兵，禦寇保城有功。……樞博學好古，以書畫名家。
2. ↑  錢海岳《南明史·卷四十四·列傳第二十》：弘光初，（郭正中）以邊才擢一兗東副使，與曹州副使袁樞並命……安宗立，起睢陳歸參政，寇至，登陴固守全城。改曹州，命下不行，為澤清所劾。諭三日之任，不則拏究。後赴越其杰軍前效用。調大梁參政，督餉直浙、閩、廣，至杭而清兵迫。隆武時，起戶部郎中。終事不詳。子賦誠，歲貢。融縣知縣。降於清。